# Dampiera coronata
Dampiera coronata är en tvåhjärtbladig växtart som beskrevs av John Lindley. Dampiera coronata ingår i släktet Dampiera, och familjen Goodeniaceae. Inga underarter finns listade i Catalogue of Life.